# Houtave
Houtave é uma vila e deelgemeente belga do município de Zuienkerke, província de Flandres Ocidental. Em 2005, tinha 411 habitantes e 16,90 km².

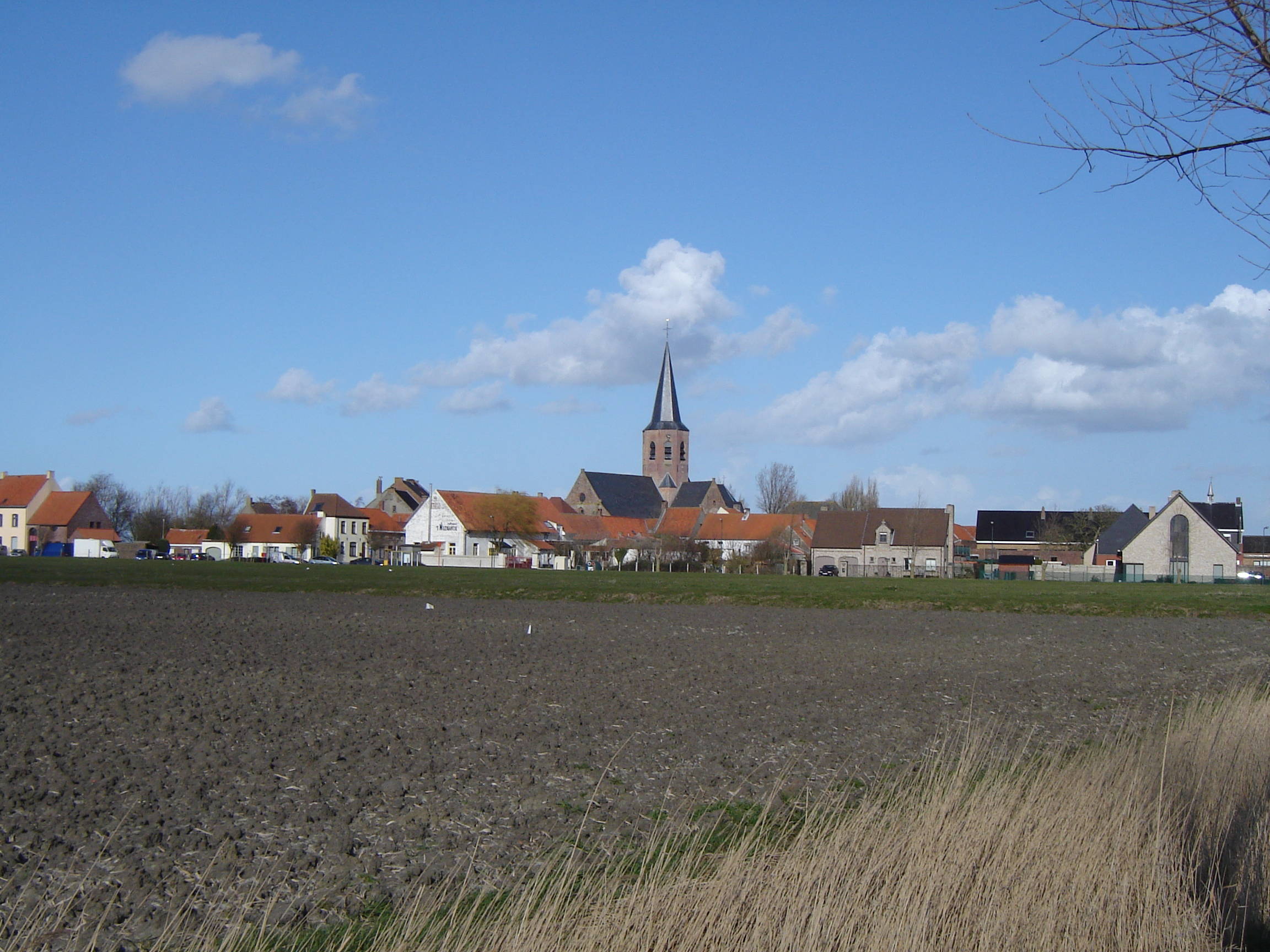
Vista de Houtave.